# Ivajlo Gabrovski
Ivajlo Gabrovski (in bulgaro Ивайло Габровски?; trasl. fr. Ivaïlo Gabrovski; Sofia, 31 gennaio 1978) è un ex ciclista su strada bulgaro, professionista dal 2001 al 2014.

## Palmarès
- 1995 (Juniores)

Alexandria
- 1999 (Dilettanti, due vittorie)

3ª tappa Giro di Turchia (Kütahya)
6ª tappa Giro di Turchia (Sivrihisar > Ankara)
- 2001 (Jean Delatour, tre vittorie)

Campionati bulgari, Prova a cronometro
Classifica generale Tour de l'Ain
1ª tappa Tour du Poitou-Charentes et de la Vienne (Barbézieux > Marennes)
- 2002 (Jean Delatoru, una vittoria)

Campionati bulgari, Prova in linea
- 2003 (BMK-Oktos, cinque vittorie)

Campionati bulgari, Prova a cronometro
Prologo Tour de Bulgarie (Sofia, cronometro)
5ª tappa Tour de Bulgarie (Slančev, cronometro)
7ª tappa Tour de Bulgarie (Stara Zagora > Pavel Banja)
Classifica generale Tour de Bulgarie
- 2004 (Oktos-Saint Quentin, otto vittorie)

5ª tappa Circuit de Lorraine (Buzy > Blénod-lès-Pont-à-Mousson)
Prologo Prix de la Slančev Brjag (Slančev Brjag, cronometro)
2ª tappa Prix de la Slančev Brjag (Slančev Brjag)
3ª tappa Prix de la Slančev Brjag (Slančev Brjag)
Classifica generale Prix de la Slančev Brjag
Campionati bulgari, Prova a cronometro
5ª tappa Tour de Bulgarie (Slančev Brjag, cronometro)
9ª tappa Tour de Bulgarie (Kazanlăk > Pavel Banja)
- 2005 (Miche, cinque vittorie)

1ª tappa Turul României (Valeni de Munte > Miercurea Ciuc)
Classifica generale Turul României
Campionati bulgari, Prova a cronometro
Campionati bulgari, Prova in linea
6ª tappa Tour de Bulgarie (Slančev Brjag)
- 2006 (Flanders, otto vittorie)

3ª tappa Tour de Serbie (Gornji Milanovac > Kopaonik)
6ª tappa Tour de Serbie (Nils > Topola)
Classifica generale Tour de Serbie
Campionati bulgari, Prova a cronometro
Campionati bulgari, Prova in linea
1ª tappa Tour de Bulgarie (Sofia > Troyan)
8ª tappa Tour de Bulgarie (Svilengrad > Rakovski)
Classifica generale Tour de Bulgarie
- 2007 (Storez Ledecq Materiaux, sei vittorie)

3ª tappa Giro di Turchia (Bodrum > Marmaris)
6ª tappa Giro di Turchia (Finike > Adalia)
Classifica generale Giro di Turchia
Campionati bulgari, Prova a cronometro
Campionati bulgari, Prova in linea
3ª tappa, 1ª semitappa Tour de Bulgarie (Svilengrad > Stara Zagora)
- 2008 (Nessebar-Chrysanthema-Bourgas, quattro vittorie)

4ª tappa The Paths of King Nikola (Bar > Cettigne)
3ª tappa Tour de Serbie (Pale > Zlatibor)
Campionati bulgari, Prova a cronometro
Classifica generale Tour de Bulgarie
- 2009 (Heraklion-Nesebar-Kastro, sei vittorie)

GP Sharm El Sheikh
Campionati bulgari, Prova in linea
1ª tappa Tour de Bulgarie (Sofia > Trojan)
2ª tappa Tour de Bulgarie (Trojan > Gabrovo)
Classifica generale Tour de Bulgarie
Kroz Vojvodina II
- 2011 (Dilettanti, due vittorie)

8ª tappa Tour de Bulgarie (Pirdop > Teteven)
Classifica generale Tour de Bulgarie
- 2012 (Konya Torku Seker Spor)

3ª tappa Giro di Turchia (Adalia > Elmali)
Classifica generale Giro di Turchia

### Altri successi
- 2000 (Martigues)

Classifica generale Circuit des monts du Livradois
3ª tappa Cinq jours des As de Provence
4ª tappa Cinq jours des As de Provence
Classifica generale Cinq jours des As de Provence
- 2001 (Martigues)

Classifica giovani Tour de Luxembourg
Classifica giovani Tour du Poitou-Charentes et de la Vienne
- 2005 (Miche, sette vittorie)

1ª tappa, 1ª semitappa Memorial Battle of Crete (Chania > Therissos)
1ª tappa, 3ª semitappa Memorial Battle of Crete (Chania)
- 2006 (Flanders)

5ª tappa, 2ª semitappa Tour de Bulgarie (Slancev Brjag, cronosquadre)
- 2007 (Storez - Ledecq Matériaux)

Romsée-Stavelot-Romsée
6ª tappa Tour de Liège (Seraing)
Classifica generale Tour de Liège
- 2009 (Heraklion-Nesebar-Kastro)

Criterium di Sliven
- 2012 (Konya Torku Seker Spor)

Classifica scalatori Istrian Spring Trophy

## Piazzamenti

### Classiche monumento
- Parigi-Roubaix

2001: ritirato
2002: ritirato

### Competizioni mondiali
- Campionati del mondo

Forlì 1995 - In linea Juniores: 60º
Novi Mesto 1996 - In linea Juniores: 126º
Valkenburg 1998 - In linea Under-23: 111º
Lisbona 2001 - Cronometro Elite: 44º
Verona 2004 - Cronometro Elite: 18º
Madrid 2005 - Cronometro Elite: non partito